# 综合数据库
综合数据库也称为动态库或工作存储器，是反映当前问题求解状态的集合。

## 存放内容
- 系统运行过程中所产生的所有信息
- 原始数据：
  - 用户输入的信息
  - 推理的中间结果
  - 推理过程的纪录

## 作用
动态库中由各种事实、命题和关系组成的状态，既是推理机选用知识的依据，也是解释机制获得推理路径的来源。